# Gipsy Hill

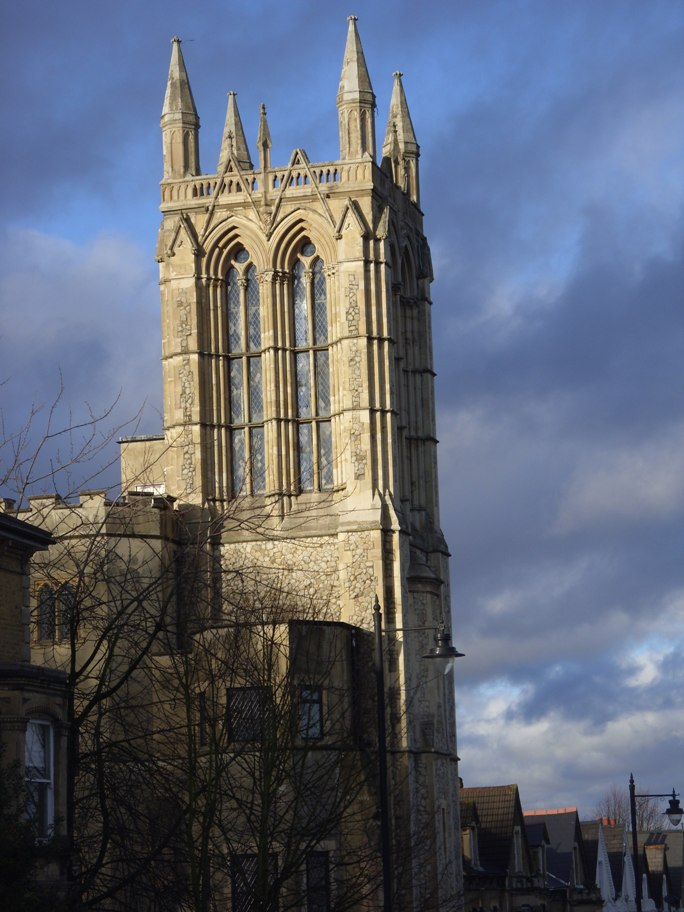
Christ Church Gipsy Hill

Gipsy Hill ist ein Stadtteil der London Borough of Lambeth im Süden Londons. 
Er hat einen Bahnhof, die Gipsy Hill railway station. 
Zu den historischen Gebäuden zählt der viktorianische Turm der Christ Church.